# Wörpen
Koordinaten: 51° 56′ N, 12° 30′ O
Wörpen ist ein Ortsteil der Stadt Coswig (Anhalt) im Osten des Landkreises Wittenberg in Sachsen-Anhalt (Deutschland). Bis zum 31. Dezember 2007 war Wörpen mit dem Ortsteil Wahlsdorf eine selbständige Gemeinde mit 266 Einwohnern auf 20,45 km² (31. Dezember 2007).

## Geografie
Wörpen am Südrand des Vorfläming liegt etwa sechs Kilometer von der Elbestadt Coswig (Anhalt) entfernt. Die sehr waldreiche und hügelige Umgebung erreicht im Durchschnitt 126 m, westlich von Wörpen 152 m ü. NHN. Wörpen gehört zum 2005 erklärten Naturpark Fläming.

## Geschichte

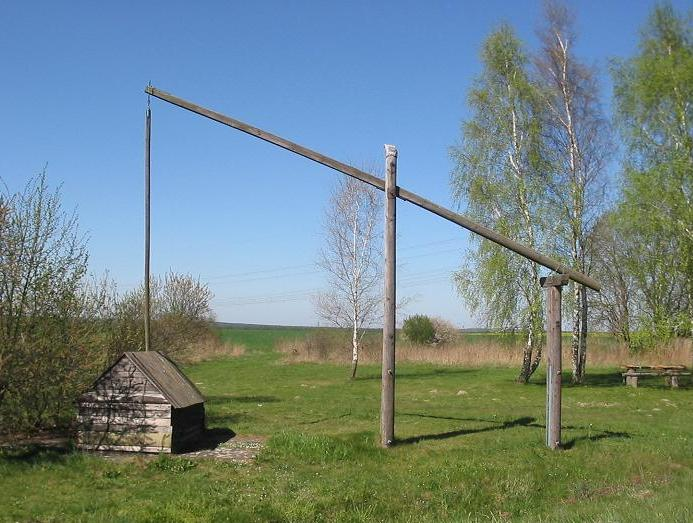
Ziehbrunnen bei Wahlsdorf

Die Umgebung von Wörpen wurde nach den Wendenkriegen durch westdeutsche und flandrische Bauern neu besiedelt. 1317 taucht der Ort erstmals in einer Urkunde als Werpene auf. Bereits im 16. Jahrhundert wurde Coswig von Wörpen aus durch eine Wasserleitung mit Wasser versorgt.
Am 20. Juli 1950 wurde die bis dahin eigenständige Gemeinde Wahlsdorf nach Wörpen eingemeindet.
Am 1. Juli 2007 wurde die Gemeinde Wörpen aufgrund einer Kreisgebietsreform vom ehemaligen Landkreis Anhalt-Zerbst in den Landkreis Wittenberg eingegliedert.
Am 1. Januar 2008 wurde die bis dahin eigenständige Gemeinde Wörpen nach Coswig (Anhalt) eingemeindet.

## Sehenswürdigkeiten
Nördlich des Ortsteils Wahlsdorf an der Straße nach Cobbelsdorf befindet sich ein restaurierter Ziehbrunnen. Das technische Denkmal geht auf das 12. Jahrhundert und die flämische Besiedlung zurück. Die ehemalige Kapelle Wahlsdorf steht zum Verkauf.

## Verkehrsanbindung
Wörpen wird von der Straßenverbindung Coswig (Anhalt) - Cobbelsdorf durchquert, nach Westen führt eine Straße über Köselitz (Autobahnanschluss "Köselitz" A 9 Berlin - München) zur Bundesstraße 107. Die nächste Bahnstation befindet sich in Coswig (Anhalt) an der Strecke Lutherstadt Wittenberg–Roßlau.